# Білоусівське газоконденсатне родовище
Білоусівське газоконденсатне родовище — газоконденсатне родовище, що належить до Глинсько-Солохівського газонафтоносного району Східного нафтогазоносного регіону України.

## Опис
Розташоване в Полтавській області на відстані 12 км від смт Чорнухи.
Знаходиться в приосьовій зоні північно-західної частини Дніпровсько-Донецької западини в межах півн.-сх. крила Гнідинцівсько-Чорнухинського валу.
Структура виявлена в 1964 — 65 рр. У візейських відкладах вона являє собою монокліналь, що занурюється у бік Срібнянської депресії.
Перший промисловий приплив газу і конденсату отримано з нижньовізейських утворень в 1977 р. з інт. 4005-4008 м.
Експлуатується з 1978 р. Всього пробурено 16 пошукових та розвідувальних свердловин, якими розкрито розріз карбонатно-теригенних відкладів від четвертинних до девонських. Режим покладів газовий та водонапірний. Запаси початкові видобувні категорій А+В+С1: газу — 679 млн. м³; конденсату — 263 тис. т.